# Saint-Carreuc
Saint-Carreuc település Franciaországban, Côtes-d’Armor megyében. Lakosainak száma 1554 fő (2022. január 1.). Saint-Carreuc Hénon, Plaintel, Plédran és Plœuc-L'Hermitage községekkel határos.

## Népesség
A település népessége az elmúlt években az alábbi módon változott:
| Lakosok száma | 917  | 1072 | 1217 | 1421 | 1496 | 1510 | 1509 | 1519 | 1522 | 1554 |
|               | 1968 | 1982 | 1990 | 2006 | 2013 | 2015 | 2017 | 2019 | 2020 | 2022 |